# Елизабет фон Мандершайд-Бланкенхайм
Елизабет (Лизия) фон Мандершайд-Бланкенхайм (на немски: Elisabeth von Manderscheid; Lisia von Manderscheid; * 3 април 1544; † 4 септември 1588) е графиня от Мандершайд–Бланкенхайм, княжеска абатиса в Есен (1575 – 1578), и чрез женитба графиня на Фалкенщайн и Лимбург, господарка на Бройч.

## Живот
Тя е голямата дъщеря на граф Арнолд I фон Мандершайд-Бланкенхайм (1500 – 1548) и съпругата му графиня Маргарета фон Вид (ок. 1505 – 1571), вдовица на граф Бернхард фон Бентхайм (1490 – 1528), дъщеря на граф Йохан III фон Вид (ок. 1485 – 1533) и съпругата му графиня Елизабет фон Насау-Диленбург (1488 – 1559). Майка ѝ е сестра на Фридрих IV фон Вид († 1568), архиепископ и курфюрст на Кьолн (1562 – 1567).
Сестра е на граф Херман (1535 – 1604), императорски съветник, Йохан (1538 – 1592), епископ на Страсбург (1569 – 1592), Еберхард (1542 – 1607) и на Отилия (1536; † 9 август 1597), омъжена на 14 юли 1561 г. за граф Райнхард II фон Лайнинген-Вестербург (1530 – 1584).
Елизабет е от 1575 г. до 14 май 1578 г. княжеска абатиса в Есен. Елизабет се омъжва на 18 декември 1578 г. за граф Вирих VI фон Даун-Фалкенщайн (1540 – 1598), господар на Бройч, единственият син на граф Филип II фон Даун-Фалкенщайн и Лимбург († ок. 1555) и Каспара фон Холтей (1520 – 1558). Тя е втората му съпруга. Той е приятел на нейния брат Херман фон Мандершайд-Бланкенхайм (1535 – 1604). Елизабет умира на 4 септември 1588 г. на 44 години.

## Деца
Елизабет и граф Вирих VI фон Даун-Фалкенщайн имат децата:
- Маргарета (1579 – 1611)
- Валбурга Анна (1580 – 1618), омъжена I. на 26 май 1612 г. за граф Йохан фон Лимбург-Бронкхорст (1567 – 1613), син на Херман Георг фон Лимбург, II. на 23 ноември 1615 г. за граф Райнхард фон Золмс-Браунфелс (1573 – 1630)
- Себастиан Вирих фон Даун (1582 – 1607), граф на Фалкенщайн и Лимбург
- Емих фон Даун
- Йохан Адолф (1582 – 1623), граф на Даун-Фалкенщайн и Лимбург, женен на 3 февруари 1611 г. за графиня Анна Мария фон Насау-Зиген (1589 – 1620), дъщеря на граф Йохан VII фон Насау-Зиген (1561 – 1623)